# Maurice Félicien Jules Paul Blanchard
Pour les articles homonymes, voir Blanchard.
Ne doit pas être confondu avec Maurice Blanchard.
Maurice Félicien Jules Paul Blanchard, né le 14 janvier 1903 à Paris où il est mort le 31 décembre 1969, est un peintre français.

## Biographie
Il expose en 1922-1923 au Groupement de la Chimère puis dès 1926 au Salon des indépendants, aux Peintres du Cirque, à l'Exposition des beaux-arts d'Agen (1927) et aux Arts indépendants (1928).
Deux périodes se dégagent de son œuvre : une période assez proche des Nabis, puis après la Seconde Guerre mondiale, une période naïve et fortementcolorée. 
Blanchard habite jusqu'en 1947 au 58 rue Caulaincourt puis au 13 place du Tertre avec sa troisième compagne Ginette Mussel. Après la Guerre, il expose fréquemment en Suède. En 1949, il participe à l’exposition organisée par Maurice Féaudierre au Verseau de Montmartre avec les peintres Boyer, Raoul Dufy, Gen Paul, Clavé et d’Esparbès. La galerie Alexandre l’expose également en 1953 avec Picasso, Gen Paul, Naly, Brayer et d’Esparbès. Entre 1963 et 1969, il expose à plusieurs reprises au « Salon de Toile » de Pierre Labric. Le patron du Grenier de la rue du Mont-Cenis Fred Bretonnière lui fait réaliser des assiettes peintes dont certaines furent offertes aux vainqueurs des étapes du Tour de France en 1965.